# Symmerus
Symmerus is een muggengeslacht uit de familie van de paddenstoelmuggen (Mycetophilidae).

## Soorten
- S. coqula Garrett, 1925
- S. lauta (Loew, 1869)
- S. uncatus Munroe, 1974
- S. vockerothi Munroe, 1974